# スタディオ・サン・ミケーレ
スタディオ・サン・ミケーレ（Stadio San Michele）は、イタリアのロンバルディア州カルヴィザーノにある多目的スポーツ施設で、ラグビーユニオンチーム「ラグビー・カルヴィザーノ」のホームスタジアムである。命名権により「パタ・スタジアム（Pata Stadium）」とも呼ぶ。

## 歴史
1972年に建設・竣工した。サン・ミケーレ通りに位置していたことから「スタディオ・サン・ミケーレ（Stadio San Michele）」という名称になった。当初のスタジアムの収容人数は、ピッチの南側シングルスタンドのみの約1,600席。
2011-12シーズン前にスタジアムの最初の拡張が行われ、北側に2つの屋根のない金属製スタンドが追加。全体の収容人数が約1,000席増加した。
2012年5月19日、イタリアのビールブランド「ペローニ」による命名権で、ペローニ・スタジアム（Peroni Stadium）に改名された。
U20シックス・ネイションズ・チャンピオンシップとしても使われ、その最後の試合は、2014年3月14日のU20イタリア代表対U20イングランド代表戦となる。
2015年春、ワールドラグビーU20チャンピオンシップ開催を前に、スタジアムを拡張。北側に2,000席の屋根付きスタンドを新設し、東西にそれぞれ700席の屋根なしのスタンドを2つ建設。この工事により、スタジアムの収容人数は5,000席となった。同大会では12試合が開催された。
2017年1月から食品会社「Pata Spa」の命名権が加わり、パタ・ペローニ・スタジアム（Pata Peroni Stadium）に改名された。その直後「ペローニ」との契約終了により、同年5月20日からパタ・スタジアム（Pata Stadium）に改名された。
2018年11月4日、女子代表チームによる国際試合（女子イタリア代表対女子スコットランド代表）が初めて行われた。